# Envision Racing
L'Envision Racing Formula E Team, nota fino alla stagione 2020-2021 come Envision Virgin Racing per questioni di sponsor, è una scuderia automobilistica attiva in Formula E.

## Stagioni

### 2014-2015
Per la prima stagione il Team sceglie di schierare Sam Bird e Jaime Alguersuari, che torna così in pista dopo tre anni. La stagione si apre bene con Bird che conquista una vittoria e un podio nelle prime 2 gare. Successivamente, però, dei problemi relativi allo sviluppo della vettura impediscono all'inglese di lottare per il campionato. A Londra Sam Bird ottiene la seconda vittoria stagionale, mentre Alguersuari viene sostituito da Fabio Leimer. La squadra conclude così la stagione al 5º posto con 133 punti.

### 2015-2016

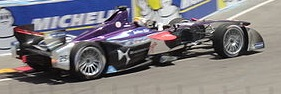
Vergne a Punta del Este.

Nel Maggio 2015 la squadra annuncia l'accordo raggiunto con la DS Automobiles per la fornitura dei motori per la seconda stagione comportando una modifica nel nome del team in DS Virgin Racing e i piloti saranno Sam Bird, confermato e il francese Jean-Éric Vergne, a sostituire Alguersuari afflitto da problemi di salute. Nei test pre-campionato la vettura si rivela abbastanza affidabile, con Vergne e Bird che riescono ad entrare ed uscire regolarmente dai box. Dopo un inizio di stagione non felicissimo a Buenos Aires arriva la prima vittoria stagionale per il team, con Sam Bird. Dopo un paio di gare anonime il team torna in alto in classifica con il francese Vergne, che in 3 gare ottiene 2 podi ed una pole position. A fine stagione il team sarà 3° in campionato con 155 punti.

### 2016-2017
Confermato Bird, al posto di Vergne viene chiamato José María López. Per la squadra è una buona stagione, anche se sotto le aspettative: 2 vittorie e 2 podi per Sam Bird, mentre 2 podi per l'argentino. Questi risultati valgono al team il 4º posto nel mondiale costruttori.

### 2017-2018

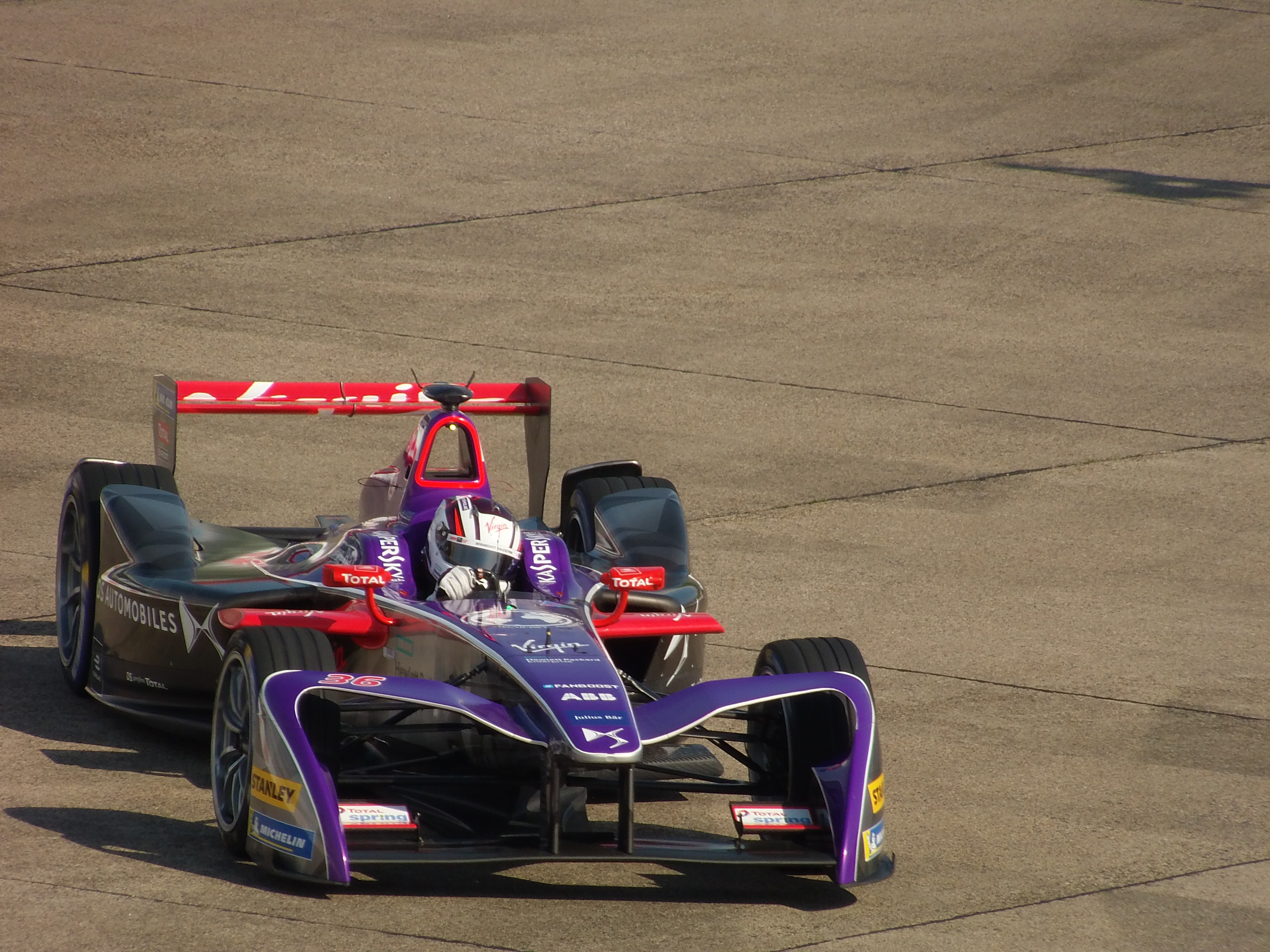
Alex Lynn nel 2018.

Per la quarta stagione del campionato viene confermato Sam Bird, mentre al suo fianco viene ingaggiato Alex Lynn, che aveva già corso con la squadra 2 gare della stagione precedente. Durante la stagione il team si contende il campionato piloti con Sam Bird, non riuscendo però a conquistarlo, nonostante ottenga 2 vittorie e 6 podi in totale. Il team termina il campionato al terzo posto.

### 2018-2019
Per la stagione 2018-2019 il team passa al powertrain Audi. Per quanto riguarda i piloti, viene confermato Sam Bird, mentre al posto di Alex Lynn viene ingaggiato Robin Frijns, al rientro nella categoria dopo un anno di assenza. La stagione si rivela essere la migliore disputata dal team con 3 vittorie di cui una di Sam Bird a Santiago e due di Robin Frijns a Parigi e a New York. Al termine della stagione il team risulta 3° in campionato con 191 punti conquistati.

### 2019-2020
Per il campionato 2019-2020 la squadra mantiene entrambi i piloti e il powertrain Audi.

### 2020-2021
Per la stagione 2020-2021 la scuderia ha ingaggiato Robin Frijns e Nick Cassidy, mantenendo il powertrain Audi.

### 2021-2022
Per la stagione 2021-2022, Virgin ha terminato la sponsorizzazione, e la scuderia ha presentato una nuova livrea verde e blu, confermando Robin Frijns e Nick Cassidy.

### 2022-2023
Per la stagione 2022-2023 il team passa da Audi a Jaguar e cambia parzialmente la propria line-up. Il neozelandese Nick Cassidy viene confermato mentre Robin Frijns saluta il team. Al posto dell'olandese viene ufficializzato Sébastien Buemi, campione della stagione 2015-2016. La stagione per il team è di successo, Cassidy conquista 4 E-Prix trovandosi a lottare fino all'ultima gara per il mondiale piloti, poi perso a favore di Jake Dennis. I punti conquistati dal neozelandese e dallo svizzero portano Envision alla conquista del campionato team.

### 2023-2024
Per la stagione 2023-2024, Nick Cassidy passa al team ufficiale Jaguar. Il confermato Buemi viene quindi affiancato da Robin Frijns. In questa stagione il team fa più fatica e conclude al 6° posto con 121 punti. A causa dello scontro tra la 6 Ore di Spa del campionato WEC e la tappa di Berlino, Paul Aron e Joel Eriksson corrono al posto dello svizzero e dell'olandese.

### 2024-2025
Per la stagione 2024-2025 il team conferma la propria line-up. Sébastien Buemi, dopo oltre 5 anni, torna alla vittoria in Formula E in Gara 2 dell'E-Prix di Monaco. Questo è anche il primo successo del team dall'E-Prix di Londra 2023.

## Risultati
| Anno      | Vettura                | Gomme | No. | Piloti            | 1    | 2   | 3    | 4    | 5   | 6    | 7   | 8   | 9   | 10  | 11  | 12  | 13  | 14  | 15  | 16  | Punti | T.C. |
| --------- | ---------------------- | ----- | --- | ----------------- | ---- | --- | ---- | ---- | --- | ---- | --- | --- | --- | --- | --- | --- | --- | --- | --- | --- | ----- | ---- |
| 2014-2015 | Spark-Renault SRT 01E  | M     |     |                   | PEC  | PUT | PDE  | BNA  | MIA | LBH  | MON | BER | MOS | LON | LON |     |     |     |     |     | 133   | 5º   |
| 2014-2015 | Spark-Renault SRT 01E  | M     | 2   | Sam Bird          | 3    | 1   | Rit  | 7    | 8   | Rit* | 4   | 8   | Rit | 6   | 1   |     |     |     |     |     | 133   | 5º   |
| 2014-2015 | Spark-Renault SRT 01E  | M     | 3   | Jaime Alguersuari | 11   | 9   | 5    | 4    | 11  | 8    | Rit | 12  | 13  |     |     |     |     |     |     |     | 133   | 5º   |
| 2014-2015 | Spark-Renault SRT 01E  | M     | 3   | Fabio Leimer      |      |     |      |      |     |      |     |     |     | 14  | Rit |     |     |     |     |     | 133   | 5º   |
| 2015-2016 | Spark-Virgin DSV-01    | M     |     |                   | PEC  | PUT | PDE  | BNA  | MEX | LBH  | PAR | BER | LON | LON |     |     |     |     |     |     | 144   | 3º   |
| 2015-2016 | Spark-Virgin DSV-01    | M     | 2   | Sam Bird          | 7*   | 2   | Rit* | 1*   | 6   | 6    | 6   | 11  | 7   | Rit |     |     |     |     |     |     | 144   | 3º   |
| 2015-2016 | Spark-Virgin DSV-01    | M     | 25  | Jean-Éric Vergne  | 12   | Rit | 7*   | 11*  | 16* | 13†  | 2*  | 5   | 3   | 8   |     |     |     |     |     |     | 144   | 3º   |
| 2016-2017 | Spark-Virgin DSV-02    | M     |     |                   | HKG  | MAR | BNA  | MEX  | MON | PAR  | BER | BER | NYC | NYC | MTR | MTR |     |     |     |     | 190   | 4º   |
| 2016-2017 | Spark-Virgin DSV-02    | M     | 2   | Sam Bird          | 13   | 2   | Rit  | 3    | Rit | 16   | 7   | 7   | 1   | 1   | 5   | 4   |     |     |     |     | 190   | 4º   |
| 2016-2017 | Spark-Virgin DSV-02    | M     | 37  | José María López  | Rit* | 10  | 10   | 6    | Rit | 2    | 4   | 5   |     |     | Rit | 3   |     |     |     |     | 190   | 4º   |
| 2016-2017 | Spark-Virgin DSV-02    | M     | 37  | Alex Lynn         |      |     |      |      |     |      |     |     | Rit | Rit |     |     |     |     |     |     | 190   | 4º   |
| 2017-2018 | Spark-Virgin DSV-03    | M     |     |                   | HKG  | HKG | MAR  | SAN  | MEX | PDE  | ROM | PAR | BER | ZUR | NYC | NYC |     |     |     |     | 160   | 3º   |
| 2017-2018 | Spark-Virgin DSV-03    | M     | 2   | Sam Bird          | 1    | 5   | 3    | 5    | 17  | 3    | 1   | 3   | 7   | 2   | 9   | 10  |     |     |     |     | 160   | 3º   |
| 2017-2018 | Spark-Virgin DSV-03    | M     | 36  | Alex Lynn         | 8    | 9   | 9    | Rit  | 10  | 6    | Rit | 14  | 16  | 16  | Rit | 14  |     |     |     |     | 160   | 3º   |
| 2018-2019 | Spark-Audi e-tron FE05 | M     |     |                   | DIR  | MAR | SAN  | MEX  | HKG | SAY  | ROM | PAR | MON | BER | BRN | NYC | NYC |     |     |     | 191   | 3º   |
| 2018-2019 | Spark-Audi e-tron FE05 | M     | 2   | Sam Bird          | 11   | 3   | 1    | 9    | 6   | Rit  | 11  | 11  | 16† | 9   | 4   | 8   | 4   |     |     |     | 191   | 3º   |
| 2018-2019 | Spark-Audi e-tron FE05 | M     | 4   | Robin Frijns      | 12   | 2   | 5    | 11   | 3   | 14†  | 4   | 1   | 17† | 13  | Rit | Rit | 1   |     |     |     | 191   | 3º   |
| 2019-2020 | Spark-Audi e-tron FE06 | M     |     |                   | DIR  | DIR | SAN  | MEX  | MAR | BER  | BER | BER | BER | BER | BER |     |     |     |     |     | 121   | 4°   |
| 2019-2020 | Spark-Audi e-tron FE06 | M     | 2   | Sam Bird          | 1G   | Rit | 10   | Rit  | 10  | 3    | 6   | 13  | 11  | 20  | 5   |     |     |     |     |     | 121   | 4°   |
| 2019-2020 | Spark-Audi e-tron FE06 | M     | 4   | Robin Frijns      | 5    | Rit | 15   | SQ   | 12  | Rit  | 4   | 2   | NP  | 2   | Rit |     |     |     |     |     | 121   | 4°   |
| 2020-2021 | Spark-Audi e-tron FE07 | M     |     |                   | DIR  | DIR | ROM  | ROM  | VAL | VAL  | MON | PUE | PUE | NYC | NYC | LON | LON | BER | BER |     | 165   | 5°   |
| 2020-2021 | Spark-Audi e-tron FE07 | M     | 4   | Robin Frijns      | 17   | 2G  | 4    | 18   | 6   | 19   | 2G  | 11  | 16  | 5   | 8   | 13  | 4   | 15  | 12  |     | 165   | 5°   |
| 2020-2021 | Spark-Audi e-tron FE07 | M     | 37  | Nick Cassidy      | 19   | 14  | 15   | Rit* | 4*  | 13*  | 8   | Rit | 2   | 4   | 2   | 11  | 7   | 14  | 17  |     | 165   | 5°   |
| 2021-2022 | Spark-Audi e-tron FE07 | M     |     |                   | DIR  | DIR | MEX  | ROM  | ROM | MON  | BER | BER | GIA | MAR | NYC | NYC | LDN | LDN | SEO | SEO | 194   | 5°   |
| 2021-2022 | Spark-Audi e-tron FE07 | M     | 4   | Robin Frijns      | 16   | 2   | 7    | 2    | 3   | 4    | 12  | 5   | 17  | 18  | 3   | 6   | 16  | 7   | 8   | 4   | 194   | 5°   |
| 2021-2022 | Spark-Audi e-tron FE07 | M     | 37  | Nick Cassidy      | 7    | 16  | 13   | 9    | Rit | 7    | Rit | 21  | 16  | 13  | 1   | 15  | 3   | Rit | 10  | 8   | 194   | 5°   |
| 2022-2023 | Spark-Jaguar I-Type 6  | H     |     |                   | MEX  | DIR | DIR  | HYD  | CAP | SAP  | BER | BER | MON | GIA | GIA | POR | ROM | ROM | LON | LON | 304   | 1°   |
| 2022-2023 | Spark-Jaguar I-Type 6  | H     | 16  | Sébastien Buemi   | 6    | 4   | 6    | 15   | 5   | 10   | 4   | 20  | 8   | 7   | 18  | 5   | Rit | 5   | 3   | 6   | 304   | 1°   |
| 2022-2023 | Spark-Jaguar I-Type 6  | H     | 37  | Nick Cassidy      | 9    | 6   | 14   | 2    | 3   | 2    | 5   | 1   | 1   | 21  | 10  | 1   | 2   | 14  | Rit | 1   | 304   | 1°   |
| 2023-24   | Spark-Jaguar I-type 6  | H     |     |                   | MEX  | DIR | DIR  | SAP  | TOK | MIS  | MIS | MON | BER | BER | SHA | SHA | POR | POR | LON | LON | 123   | 6°   |
| 2023-24   | Spark-Jaguar I-type 6  | H     | 4   | Robin Frijns      | Rit  | 10  | 2    | 19   | 9   | 17   | Rit | 17  |     |     | 12  | 9   | 2   | 2   | Rit | 10  | 123   | 6°   |
| 2023-24   | Spark-Jaguar I-type 6  | H     | 4   | Joel Eriksson     |      |     |      |      |     |      |     |     | Rit | 9   |     |     |     |     |     |     | 123   | 6°   |
| 2023-24   | Spark-Jaguar I-type 6  | H     | 16  | Sébastien Buemi   | 2    | 12  | NP   | 10   | 13  | 12   | Rit | 15  |     |     | 8   | 12  | 20  | 8   | 3   | 4   | 123   | 6°   |
| 2023-24   | Spark-Jaguar I-type 6  | H     | 16  | Paul Aron         |      |     |      |      |     |      |     |     | 13  | 14  |     |     |     |     |     |     | 123   | 6°   |
| 2024-25   | Spark-Jaguar I-type 7  | H     |     |                   | SAP  | MEX | JED  | JED  | MIA | MON  | MON | TOK | TOK | SHA | SHA | GIA | BER | BER | LON | LON | 69    | 10°  |
| 2024-25   | Spark-Jaguar I-type 7  | H     | 4   | Robin Frijns      | NP   | 11  | 13   | 14   | 8   | 8    | 11  | 9   | 16  | 10  | 8   | 9   |     |     |     |     | 69    | 10°  |
| 2024-25   | Spark-Jaguar I-type 7  | H     | 16  | Sébastien Buemi   | 7    | 17  | 12   | 19   | 13  | 19   | 1   | 4   | 9   | 9   | 18  | 8   |     |     |     |     | 69    | 10°  |

| Legenda | 1º posto                | 2º posto        | 3º posto            | A punti      | Senza punti | Grassetto=Pole position Corsivo=Giro più veloce |
| Legenda | Solo prove/Terzo pilota | Non qualificato | Ritirato/Non class. | Squalificato | Non partito | Grassetto=Pole position Corsivo=Giro più veloce |

- G: Pilota col giro più veloce nel gruppo di qualifica.
- *: Fanboost
- †: Pilota che non ha concluso la gara ma che è stato classificato per aver completato più del 90% della distanza della gara.